# René Sterckx
René Sterckx y Calle (* 18. ledna 1991, Belgie) je belgický fotbalový záložník a mládežnický reprezentant se španělskými kořeny, který působí v belgickém klubu Waasland-Beveren.

## Klubová kariéra
19. června podepsal smlouvu s RSC Anderlecht, ale vzápětí byl poslán na hostování do SV Zulte-Waregem. V lednu 2013 odešel na další (půlroční) hostování do belgického klubu Waasland-Beveren, kam po sezóně v červenci přestoupil.

## Reprezentační kariéra
Působil v mládežnických reprezentacích Belgie U18, U19 a U21.